# Yamaha FZS600 Fazer
Yamaha FZS600 Fazer är en sporttouringmotorcykel tillverkad av Yamaha Motor Company. Den tillverkades från 1998 till 2003. Dess motor har en slagvolym på 600 cm3.